# Bushia galapagana
Bushia galapagana is een tweekleppigensoort uit de familie van de Thraciidae. De wetenschappelijke naam van de soort is voor het eerst geldig gepubliceerd in 1915 door Dall.